# روني هاريسون
روني هاريسون (بالإنجليزية: Ronnie Harrison)‏ هو لاعب كرة قدم أمريكية أمريكي، ولد في 18 أبريل 1997 في تالاهاسي في الولايات المتحدة.